# Canton de Sorgues
Le canton de Sorgues est une circonscription électorale française située dans le département de Vaucluse, en région Provence-Alpes-Côte d'Azur.

## Historique
Un nouveau découpage territorial de Vaucluse entre en vigueur à l'occasion des premières élections départementales suivant le décret du 25 février 2014. Les conseillers départementaux sont, à compter de ces élections, élus au scrutin majoritaire binominal mixte. Les électeurs de chaque canton élisent au Conseil départemental, nouvelle appellation du Conseil général, deux membres de sexe différent, qui se présentent en binôme de candidats. Les conseillers départementaux sont élus pour 6 ans au scrutin binominal majoritaire à deux tours, l'accès au second tour nécessitant 12,5 % des inscrits au 1er tour. En outre la totalité des conseillers départementaux est renouvelée. Ce nouveau mode de scrutin nécessite un redécoupage des cantons dont le nombre est divisé par deux avec arrondi à l'unité impaire supérieure si ce nombre n'est pas entier impair, assorti de conditions de seuils minimaux. En Vaucluse, le nombre de cantons passe ainsi de 24 à 17.
Le canton de Sorgues est créé par ce décret. Il est formé de communes issues des anciens cantons de Bédarrides (3 communes), d'Orange-Ouest (1 commune) et d'Orange-Est (1 commune). Il est entièrement inclus dans l'arrondissement d'Avignon. Le bureau centralisateur est situé à Sorgues.

## Représentation
| Période élective | Période élective | Mandat | Mandat   | Identité                       | Nuance | Nuance | Qualité |
| ---------------- | ---------------- | ------ | -------- | ------------------------------ | ------ | ------ | --- |
| 2015             | 2021             | 2015   | 2021     | Laure Comte-Berger             |        | LR     | Notaire à Bédarrides                                                                                                   |
| 2015             | 2021             | 2015   | 2021     | Thierry Lagneau                |        | LR     | Ancien collaborateur d'élus Ancien conseiller général du Canton de Bédarrides (2005-2015) Maire de Sorgues depuis 2010 |
| 2021             | 2028             | 2021   | en cours | Christelle Jablonski-Castanier |        | LR     | Juriste, adjointe au maire de Courthézon, Vice-Présidente du conseil départemental                                     |
| 2021             | 2028             | 2021   | en cours | Thierry Lagneau                |        | LR     | Conseiller sortant, Vice-Président du conseil départemental                                                            |

### Résultats détaillés

#### Élections de mars 2015
À l'issue du 1er tour des élections départementales de 2015, deux binômes sont en ballottage : Agapia Enderlin et Xavier Magnin (FN, 42,72 %) et Laure Comte-Berger et Thierry Lagneau (Union de la Droite, 37,03 %). Le taux de participation est de 55,34 % (14 165 votants sur 25 595 inscrits) contre 54,43 % au niveau départemental et 50,17 % au niveau national.
Au second tour, Laure Comte-Berger et Thierry Lagneau (Union de la Droite) sont élus avec 51,85 % des suffrages exprimés et un taux de participation de 58,3 % (7 361 voix pour 14 923 votants et 25 595 inscrits).

#### Élections de juin 2021
Le premier tour des élections départementales de 2021 est marqué par un très faible taux de participation (33,26 % au niveau national). Dans le canton de Sorgues, ce taux de participation est de 33,95 % (8 969 votants sur 26 415 inscrits) contre 34,94 % au niveau départemental. À l'issue de ce premier tour, deux binômes sont en ballottage : Christelle Jablonski-Castanier et Thierry Lagneau (LR, 49,74 %) et Valery Dury et Fanny Lauzen-Jeudy (RN, 35,59 %).
Le second tour des élections est marqué une nouvelle fois par une abstention massive équivalente au premier tour. Les taux de participation sont de 34,36 % au niveau national, 38,18 % dans le département et 36,87 % dans le canton de Sorgues. Christelle Jablonski-Castanier et Thierry Lagneau (LR) sont élus avec 61,31 % des suffrages exprimés (5 722 voix pour 9 743 votants et 26 423 inscrits),,.

## Composition
Le canton de Sorgues est composé de 5 communes entières.
| Nom                             | Code Insee | Intercommunalité          | Superficie (km2) | Population (dernière pop. légale) | Densité (hab./km2) | Modifier                                    |
| ------------------------------- | ---------- | ------------------------- | ---------------- | --------------------------------- | ------------------ | ------------------------------------------- |
| Sorgues (bureau centralisateur) | 84129      | CA Les Sorgues du Comtat  | 33,40            | 19 030 (2022)                     | 570                | modifier les données · modifier les données |
| Bédarrides                      | 84016      | CA Les Sorgues du Comtat  | 24,79            | 5 521 (2022)                      | 223                | modifier les données · modifier les données |
| Châteauneuf-du-Pape             | 84037      | CC du Pays Réuni d'Orange | 25,85            | 2 045 (2022)                      | 79                 | modifier les données · modifier les données |
| Courthézon                      | 84039      | CC du Pays Réuni d'Orange | 32,78            | 6 245 (2022)                      | 191                | modifier les données · modifier les données |
| Jonquières                      | 84056      | CC du Pays Réuni d'Orange | 23,87            | 5 213 (2022)                      | 218                | modifier les données · modifier les données |
| Canton de Sorgues               | 8415       |                           | 140,69           | 38 054 (2022)                     | 270                | modifier les données                        |

## Démographie
En 2022, le canton comptait 38 054 habitants, en évolution de +4,42 % par rapport à 2016 (Vaucluse : +1,73 %, France hors Mayotte : +2,11 %).
| 2013   | 2018   | 2022   |
| ------ | ------ | ------ |
| 36 026 | 37 267 | 38 054 |